# The Black Panther's Cub
The Black Panther's Cub er en amerikansk stumfilm fra 1921 af Emile Chautard.

## Medvirkende
- Florence Reed som Mary Maudsley / Faustine
- Norman Trevor som Sir Marling Grayham
- Henry Stephenson som Clive
- Paul Doucet
- Don Merrifield som Charles Beresford
- Henry Carvill som Lord Whitford
- Louis R. Grisel
- Earle Foxe som Lord Maudsley
- William Roselle som Hampton Grayham